# Ilanga whitechurchi
Ilanga whitechurchi is een slakkensoort uit de familie van de Solariellidae. De wetenschappelijke naam van de soort is voor het eerst geldig gepubliceerd in 1932 door Turton als Gibbula whitechurchi.